# Ширшов Олександр Сергійович
Олександр Сергійович Ширшов (рос. Александр Сергеевич Ширшов, нар. 25 серпня 1972, Москва, Росія) — російський фехтувальник на шаблях, олімпійський чемпіон (1992 рік), чемпіон світу, чемпіон Європи.

## Виступи на Олімпіадах
| Олімпіада      | Дисципліна          | Місце |
| -------------- | ------------------- | ----- |
| Барселона 1992 | індивідуальна шабля | 13    |
| Барселона 1992 | командна шабля      | 1     |